# 森鴎村

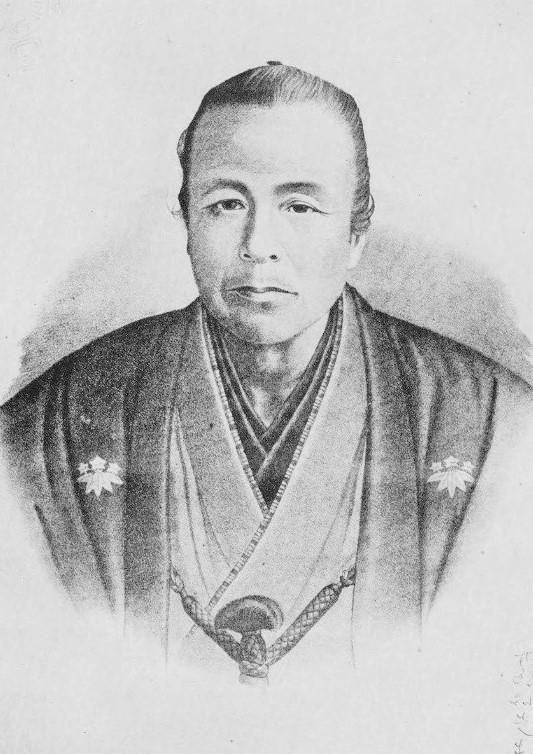

森 鴎村（もり おうそん、1831年（天保2年） - 1907年（明治40年）1月20日）は、幕末期ならびに明治期の儒学者。下野国都賀郡藤岡村（現・栃木県栃木市藤岡町藤岡）出身。諱は保定（やすさだ）で字は士興（しきょう）。通称は定吉（さだきち）。
藤森弘庵・安積艮斎から儒学の教えを受け、藤岡で鴎村学社をひらく。門下生には栃木県におけるビール麦栽培の基礎を作った田村律之助、実業家となった岩崎清七がいた。岩崎の推薦で片山潜も一時塾僕となった。
1907年（明治40年）1月20日に死去。享年77。

## 著作
- 雑誌「文明新誌」を刊行した。ほか「変人伝」などの作品がある。